# أكاديمية لشبونة للعلوم
أكاديمية لشبونة للعلوم (بالبرتغالية: Academia das Ciências de Lisboa‏) هي أكاديمية وطنية برتغالية المكرسة لتقدم العلوم والتعلم، بهدف تعزيز التقدم الأكاديمي والازدهار في البرتغال. هي واحدة من أعرق الهيئات العلمية في البرتغال والمنظم الرسمي للغة البرتغالية في البرتغال، من خلال فئة الآداب.

## التاريخ
تأسست الأكاديمية في 24 ديسمبر 1779 في لشبونة، البرتغال، من قبل جواو كارلوس دي براغانكا، الذي شغل منصب الرئيس الأول للأكاديمية، وخوسيه كوريا دا سيرا، الذي شغل منصب الأمين العام الأول لها. كان دومينيكو فانديلي من بين الموجهين والمنظمين الأوائل.
تلقت الأكاديمية رعاية ملكية في عهد الملكة ماريا الأولى ملكة البرتغال عام 1783، ومنحت المؤسسة لقب الأكاديمية الملكية للعلوم.
يقع مقر الأكاديمية في لشبونة في منطقة بايرو ألتو في لشبونة منذ عام 1834.

## أنظر ايضاً
- ثقافة البرتغال
- العلوم والتكنولوجيا في البرتغال